# Alticus saliens
Alticus saliens es una especie de pez de la familia Blenniidae en el orden de los Perciformes.

## Morfología
Los machos pueden llegar alcanzar los 10 cm de longitud total.

## Reproducción
Es ovíparo.

## Hábitat
Es un pez de mar y de clima tropical que vive entre 0-2 m de profundidad.

## Distribución geográfica
Se encuentra desde el Mar Rojo hasta las Islas de la Sociedad, las Ryukyu, Queensland (Australia) y las Islas Marianas ( Micronesia ).